# Herzebrock
Herzebrock ist ein Ortsteil der Gemeinde Herzebrock-Clarholz im Kreis Gütersloh in Nordrhein-Westfalen.

## Geschichte
Herzebrock wurde 860 erstmals urkundlich erwähnt, als das Stift Herzebrock gegründet wurde. Bis 1808 gehörte Herzebrock zur Herrschaft Rheda und von 1808 bis 1813 war der Ort Sitz der Bürgermeisterei Herzebrock im Kanton Rheda des  Großherzogtums Berg.
1816 kam Herzebrock zum neuen Kreis Wiedenbrück. Im Amt Herzebrock des Kreises bildete Herzebrock eine Gemeinde, zu der auch die Bauerschaften Bredeck, Brock, Groppel, Herzebrock, Pixel und Quenhorn gehörten. Diese wurde mit dem Gesetz zur Neugliederung des Kreises Wiedenbrück und von Teilen des Kreises Bielefeld am 1. Januar 1970 mit der Gemeinde Clarholz zu einer neuen Gemeinde Herzebrock zusammengeschlossen. Im Jahr 1985 wurde diese neue Gemeinde in Herzebrock-Clarholz umbenannt.
Am 17. Dezember 2009 hob der Rat der Gemeinde Herzebrock-Clarholz die Unterteilung in Ortschaften auf. Nach einem Bürgerbegehren wurde diese Entscheidung durch den Gemeinderat am 11. Februar 2010 wieder rückgängig gemacht.

## Bauwerke

### Benediktinerinnenkloster Herzebrock

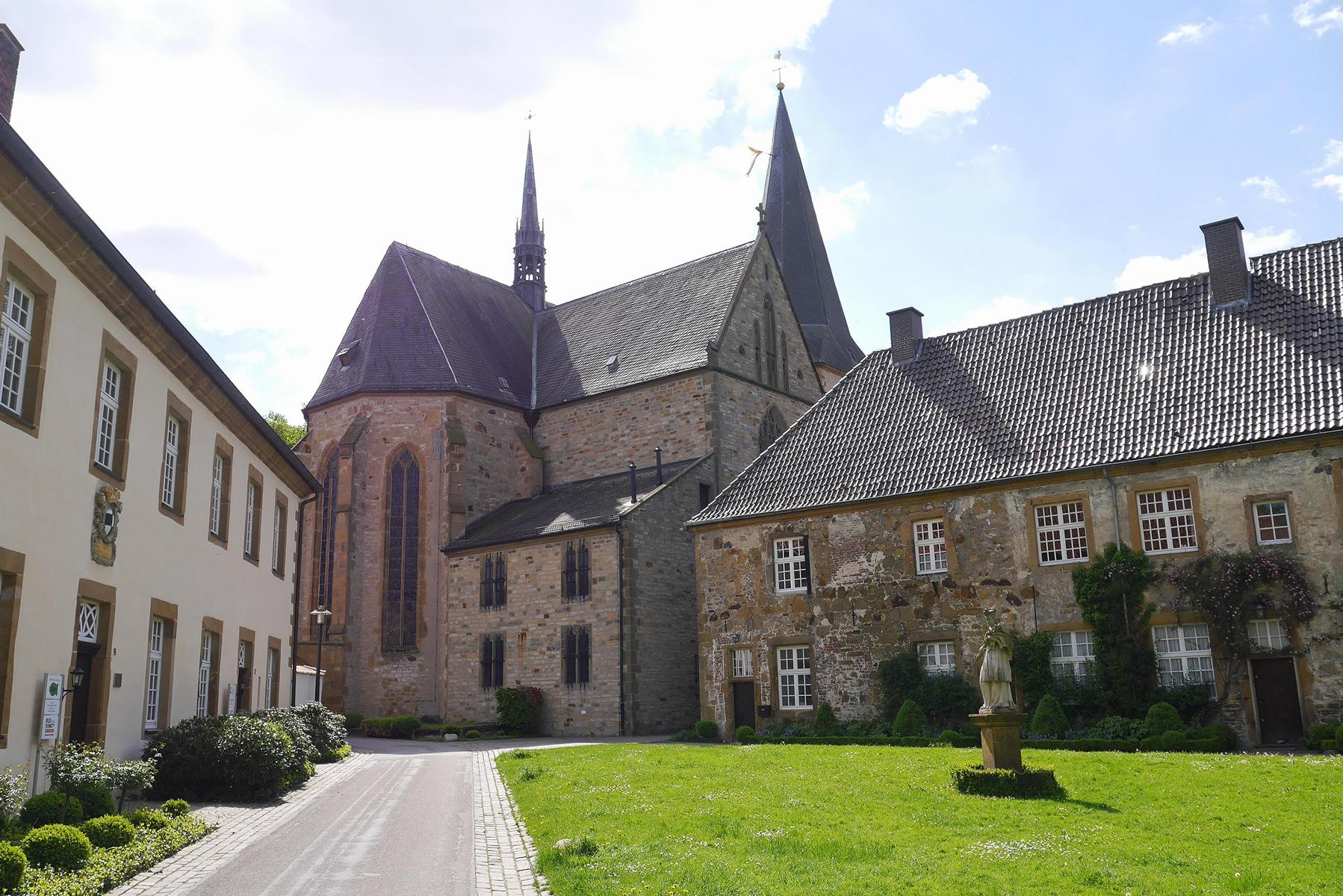
Pfarrkirche St. Christina und Konventshaus des ehem. Klosters Herzebrock

Von dem 1803 aufgelösten Kloster sind noch Teile der Gebäude aus der umfassenden Neubauphase am Ende des 17. und zu Beginn des 18. Jahrhunderts vorhanden. Zu nennen sind das Abtei- und Konventsgebäude, in dem sich neben der Wohnung der Äbtissin auch das Dormitorium und das Refektorium der Nonnen befunden haben. Der langgestreckte rechteckige Hauptbau hat einen vorspringenden Ostflügel und ist in Bruchsteinmauerwerk errichtet. An der Westseite sind noch Teile des alten Kreuzgangs erhalten. Auf der Westseite des früheren Kreuzganghofes steht das Haus der Laienschwestern, das heute als Pfarrgemeindezentrum dient. An der Ostseite des Wirtschaftshofes steht außerdem das 1712 fertiggestellte Pfarrhaus.

### Pfarrkirche St. Christina Herzebrock

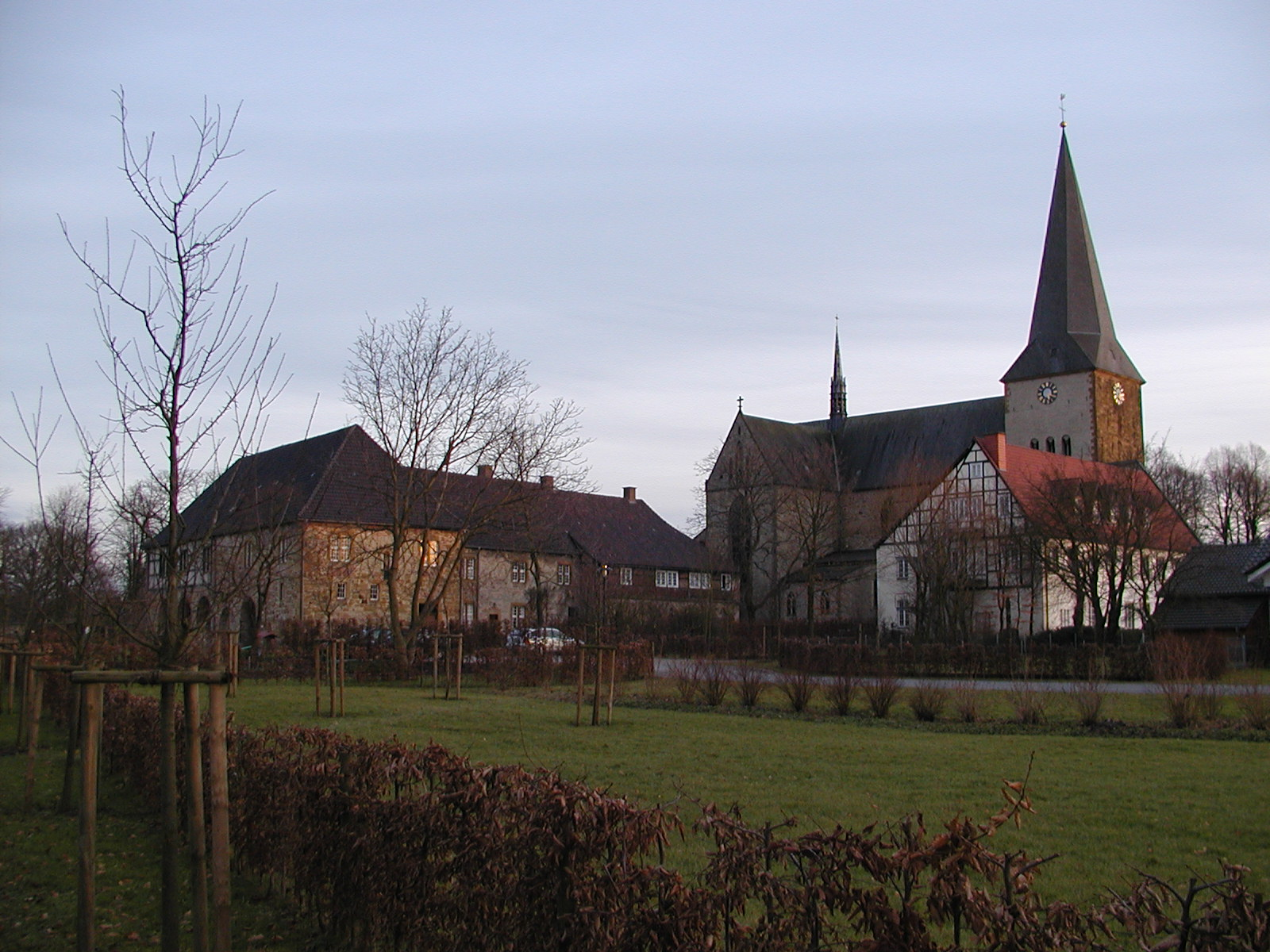
Pfarrkirche St. Christina in Herzebrock. Im Vordergrund sind Teile des neugestalteten Parks zu sehen.

An den romanischen Turm aus dem 12. Jahrhundert wurde 1474 eine einschiffige gotische Kirche angebaut, die 1899/1901 nach Plänen des Paderborner Dombaumeisters Arnold Güldenpfennig zu einer Basilika erweitert und mit einem Querschiff versehen wurde. Aus der spätgotischen Bauphase erhalten sind noch das Mittelschiff der heutigen Kirche sowie der Chor.
Das Mittelschiff erstreckt sich über vier Gewölbejoche, von denen die drei westlichen reich mit Pflanzenornamenten ausgeschmückte Netzgewölbe aufweisen. Die zur Säkularisation des Klosters befand sich hier die Nonnenempore. Die Empore selbst wurde 1901 abgerissen. Altar, Nebenaltäre und Kanzel sind neugotische Werke aus der Wiedenbrücker Bildhauerschule.

### Lordemann’sche Kapelle Herzebrock
An der alten Poststraße ließ 1661 der Klostersekretär Heinrich Lordemann auf quadratischem Grundriss eine barocke Kapelle errichten. Diese wurde nach Einweihung des Herzebrocker Krankenhauses nach Osten erweitert und diente bis zur Schließung des Krankenhauses als Krankenhauskapelle.

### Kirchplatz Herzebrock

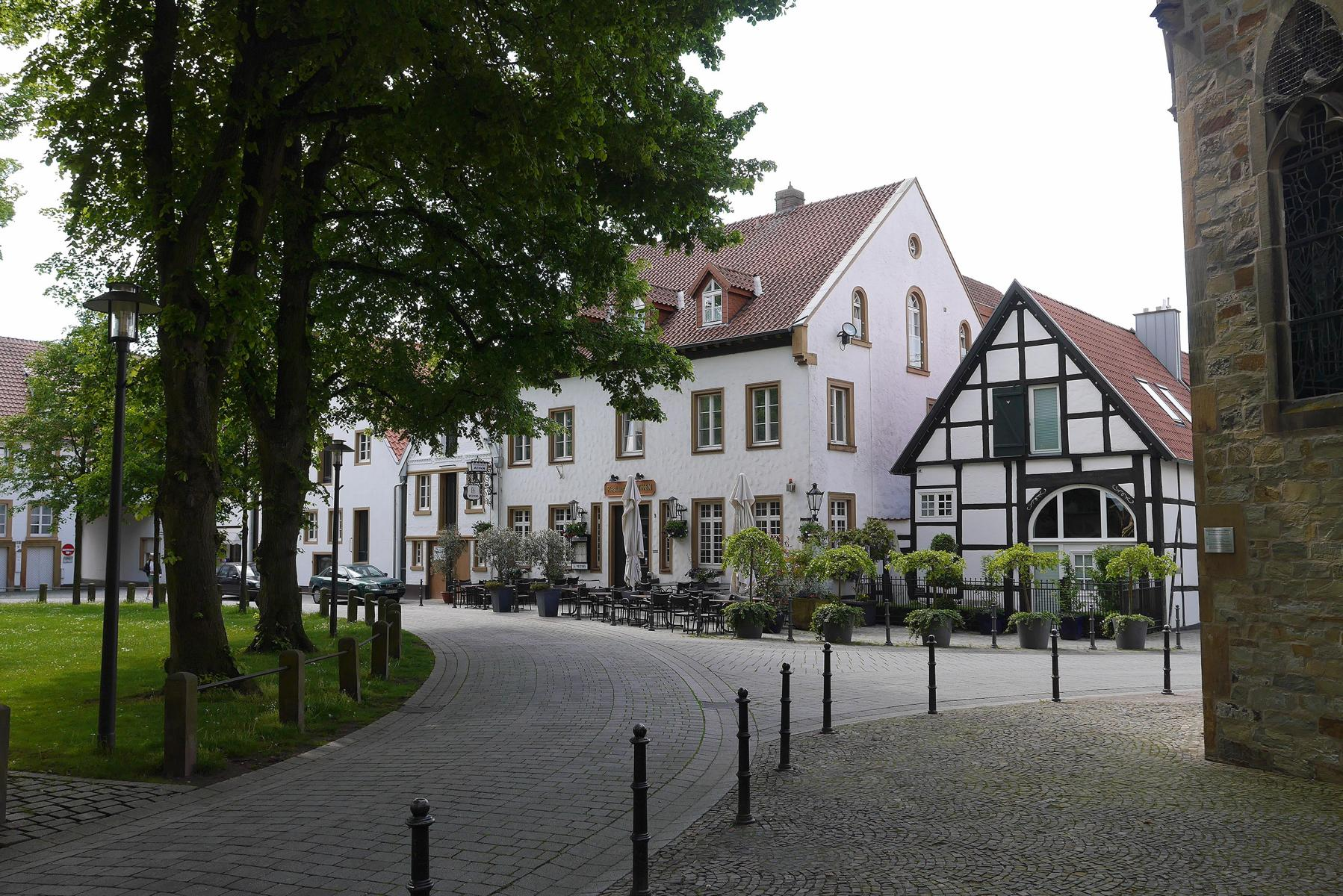
Kirchplatz in Herzebrock

Die noch weitgehend geschlossene Kirchplatzbebauung wird mehrheitlich von traufständigen Fachwerkbauten des 17. bis 19. Jahrhunderts geprägt, die zum Teil jedoch verputzt oder verschiefert sind. Besonders ansehnlich ist Kirchplatz 13. Das zweigeschossige Traufenhaus von 1730, dessen Obergeschoss über Knaggen weit vorkragt, wurde 1979 durchgebaut.

## Verkehr

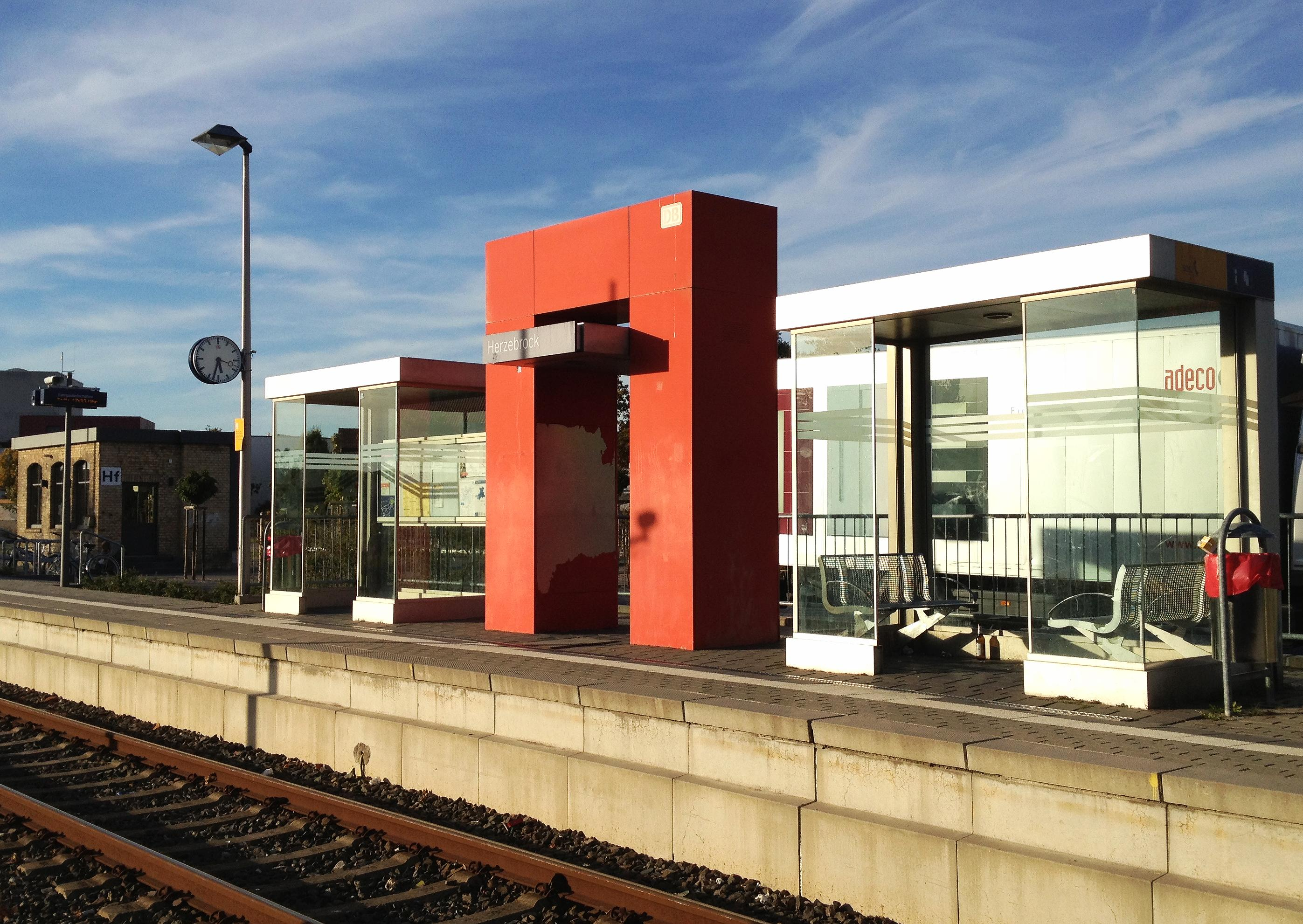
Bahnhof Herzebrock

Der Bahnhof Herzebrock liegt an der Bahnstrecke Münster–Rheda-Wiedenbrück und wird von der Linie RB 67 bedient.
| Linie | Verlauf | Takt   |
| ----- | --- | ------ |
| RB 67 | Warendorfer Bahn: Münster (Westf) Hbf – Telgte – Warendorf-Einen-Müssingen – Warendorf – Beelen – Clarholz – Herzebrock – Rheda-Wiedenbrück – Gütersloh Hbf – Isselhorst-Avenwedde (einzelne Züge morgens an Werktagen) – Bielefeld-Brackwede – Bielefeld Hbf Stand: Fahrplanwechsel Dezember 2021 | 60 min |

Außerdem führt die Bundesstraße 64 durch Herzebrock.

## Söhne und Töchter Herzebrocks
- Caspar von Zumbusch (1830–1915), Bildhauer
- Bruno Steinhoff (* 1937), Unternehmer
- Heinz Landwehr (* 1955), Journalist
- Barbara Westmark-Böckenholt (1958–1996), Journalistin und Moderatorin
- Ulrike Holthöfer (* 1959), Bildhauerin und Grafikerin
- Thomas Ostermann (* 1966), Fußballspieler und -trainer
- Bernhard Wöstheinrich (* 1968), Maler, Multimediakünstler, Musiker und Komponist